# Exitianus okahandia
Exitianus okahandia är en insektsart som beskrevs av Ross 1968. Exitianus okahandia ingår i släktet Exitianus och familjen dvärgstritar. Inga underarter finns listade i Catalogue of Life.